# La Quête (chanson d'Orelsan)
Pour les articles homonymes, voir La Quête.
Singles de Orelsan
Jour meilleur
(2021) Du propre
(2022)
La Quête est le troisième single du quatrième album d'Orelsan, Civilisation, sorti le 21 janvier 2022 et produit par Phazz et Skread.

## Contenu
La musique retrace la vie de l'artiste, de sa jeunesse à la rébellion de son adolescence à ce qu'il est devenu. Orelsan revient sur toutes les grandes étapes qui ont marqué sa vie, il les traite avec nostalgie. Finalement, l'auteur nous invite à être fier de notre parcours et jusqu'à ce dernier nous amène « Ah, c'qui compte c'est pas l'arrivée, c'est la quête ».

## Clip vidéo
Le clip de cette musique a été dévoilé le 3 mars 2022, c'est le troisième clip de son album Civilisation après celui de L'odeur de l'essence et de Jour meilleur. Ce clip réalisé par WIZZ et Victor Haegelin, un artiste spécialisé dans le stop-motion. C'est d'ailleurs grâce à cette technique que le clip a été réalisé.
Le clip retrace la vie de l'artiste, il suit les paroles de la musique. Le rappeur français entame sa musique en confiant « Rien peut me ramener plus en arrière que l'odeur de la pâte à modeler » c'est d'ailleurs pour ça qu'il est entièrement réalisé en pâte à modeler.
Le making-of de ce clip est dévoilé le 29 mars 2022 afin de mieux comprendre toute sa complexité.

## Classements et certification

### Classements hebdomadaires
| Classement (2021)                       | Meilleure position |
| --------------------------------------- | ------------------ |
| Belgique (Wallonie Ultratop 50 Singles) | 6                  |
| France (SNEP)                           | 2                  |
| Suisse (Schweizer Hitparade)            | 20                 |

### Certification
| Région                                                                                                 | Certification | Ventes/Streams |
| --- | ------------- | -------------- |
| France (SNEP)                                                                                          | Diamant       | 50 000 000*    |
| *Ventes selon la certification ^Mise en rayon selon la certification xNon précisé par la certification |               |                |

## Distinctions
Le titre de La Quête a atteint le top 2 des Charts français. Ce dernier a été certifié disque de diamant le 23 juin 2022 (SNEP). 
Lors de la 38e cérémonie des Victoires de la Musique en 2023, Orelsan a interprété La Quête en live. Et c'est avec ce titre qu'il remporte les trophées de la Meilleure chanson originale et de la Meilleure création audiovisuelle.